# Gissur Þorvaldsson
Gissur Þorvaldsson (Thorvaldsson, 1208 – 12 de enero de 1268) fue un caudillo medieval, goði del clan Haukdælir de Islandia, primer y único «jarl de Islandia» bajo la corona noruega. Era bisnieto de Jón Loftsson, e hijo de Þorvaldur Gissurarson. Las sagas le citan como höfðingi mikill o poderoso caudillo.
Gissur jugó un papel principal en el periodo de la guerra civil de la Mancomunidad Islandesa conocido como Sturlungaöld, luchando al lado de Kolbeinn el Joven contra las fuerzas de Sturla Sighvatsson del clan Sturlungar en la batalla de Örlygsstaðir en 1238. También fue responsable de enviar a Árni beiskur que encabezó al grupo que asesinó al escaldo y escritor de sagas nórdicas Snorri Sturluson en 1241, por orden de Haakon IV de Noruega. En 1258, fue elegido jarl por sus leales servicios a la corona y mantuvo el título hasta su muerte y desde entonces no hubo más jarls islandeses.
El jarl Gissur pagó muy caro su servicio a la corona noruega, tras los cruentos acontecimientos de Flugumýrarbrenna, donde 25 personas murieron quemados o asesinados en su hacienda, entre ellas su esposa Gróa y sus hijos.
Gissur impulsó la firma del Gamli sáttmáli, o declaración de vasallaje prestada al rey de Noruega en 1264, mencionada algunas veces como Gissurarsáttmáli o tratado de Gissur.

## Matrimonios e hijos
Hay constancia de tres matrimonios según las sagas:
1. Ingibjörg Snorradóttir (n. 1198), una hija de Snorri Sturluson, con quien no tuvo descendencia.
2. Gróa Álfsdóttir (1212 - 22 de octubre de 1253), madre de tres de sus hijos: Hallur Gissurarson, Ísleifur Gissurarson, Ketilbjörn Gissurarson (n. 1238).
3. Ingibjörg Gunnarsdóttir (n. 1241), con quien tendría una hija, Þóra Gissurardóttir (n. 1255).

## Jarl de Islandia
En otras fuentes aparecen dos personajes históricos como jarls de Islandia, pero se considera improbable que realmente ejercieran poder sobre la isla u ostentaran el título como tal: 
- Audun Hugleiksson (c. 1240 – 2 de diciembre de 1302),[8] influyente barón al servicio de Magnus VI de Noruega y posteriormente mano derecha de Erico II de Noruega.
- Kolbeinn Bjarnason (c. 1250 – 24 de mayo de 1309), un caballero (riddari) islandés de Auðkúla, Austur-Húnavatnssýsla, pero se supone que el apelativo de jarl fue un apodo más que un título.

Ambos fueron ejecutados a principios del siglo XIV.